# Systemisches inflammatorisches Response-Syndrom
Systemisches inflammatorisches Response-Syndrom (SIRS – englisch systemic inflammatory response syndrome; deutsch auch systemisch inflammatorisches Antwortsyndrom) ist der medizinische Fachbegriff für eine systemische Entzündungsreaktion des Organismus, bei der diese, ungeachtet an welcher Stelle sie ausgelöst wurde, im gesamten Körper stattfindet, während eine lokale Entzündungsreaktion auf eine bestimmte Körperregion beschränkt bleibt.

## Diagnostik
Mindestens zwei der folgenden Kriterien müssen erfüllt sein, um die Diagnose SIRS stellen zu können:
1. Körpertemperatur  über 38 °C (erhöhte Körpertemperatur über subfebrilen Temperaturen) oder unter 36 °C
2. Herzfrequenz über 90/min (Tachykardie)
3. Tachypnoe: Atemfrequenz ≥ 20/min oder Hyperventilation mit pCO2 ≤ 32 mmHg
4. Leukozytose (≥ 12000/μl) oder Leukopenie (≤ 4000/μl) oder Linksverschiebung (d. h. > 10 % unreife Granulozyten im Differentialblutbild).[1]

Die Kombination Fieber + Leukozytose ist die häufigere und lässt auf eine angemessene bis überschießende Reaktion des Immunsystems schließen, während die Kombination Körpertemperatur < 36 °C + Leukopenie, auch als kaltes SIRS bezeichnet, seltener ist und üblicherweise bei Abwehrschwäche vorkommt.
Wird das SIRS durch eine Infektion hervorgerufen, spricht man von einer Sepsis.

## Ursachen
Ursachen für SIRS können sein: immunologische, chemische Gründe (zum Beispiel akute Pankreatitis), Schock, Verbrennung, große Operationen (vor allem Operationen mit extrakorporalem Kreislauf wie etwa große Herzoperationen oder große Wundflächen), schwere Traumata oder verschiedene schwere Erkrankungen (zum Beispiel nekrotisierende Pankreatitis).

## Folgen
Aus einem SIRS können sich multiple Organdysfunktionen (MOF) oder sogar ein Multiorganversagen (MOV) entwickeln.